# Route nationale 5 (Francia)
La route nationale 5 (RN 5 o N 5) è una strada nazionale lunga 567 km che parte da Parigi e termina alla frontiera svizzera presso Saint-Gingolph.

## Percorso
Comincia a Porte de Charenton nella capitale francese. Il precedente tratto iniziale, che segue la Senna e la Yonne fino a Sens, è oggi parte della N6. Questa è stata a sua volta declassata a D306 da Lieusaint a Melun e a D606 da Melun a Sens per Fontainebleau. Da Sens la strada è stata ridenominata D905: dopo Avrolles, dove aveva fine l'ex N5bis, attraversa numerosi paesi lungo l’Armançon ed infine giunge a Digione, ex capoluogo della Borgogna, seguendo l'Ouche.
Sempre con il nome di D905 prosegue per Dole. A Poligny assume per la prima volta il nome originale di N5 e, dopo Champagnole, attraversa la catena del Giura. A partire da La Cure (dove cominciava la N5A) viene chiamata D1005; scende quindi a Gex e dopo Ferney-Voltaire passa il confine svizzero per raggiungere Ginevra. Torna quindi in Francia a Veigy-Foncenex e, sempre come D1005, corre lungo la costa sud del lago di Ginevra, passando per Thonon-les-Bains e terminando alla frontiera svizzera a Saint-Gingolph.